# 2011 en Australie
Cet article présente les faits marquants de l'année 2011 en Australie.

## Évènements
- Mardi 4 janvier 2010, Queensland : plus de 200 000 personnes sont affectées par les pluies torrentielles qui ont inondé 22 bourgades rurales et recouvert d'eau une région aussi grande que la France et l'Allemagne réunies. Depuis fin novembre, dix personnes au total sont mortes en raison de ces pluies violentes et des inondations[1].
- Jeudi 6 janvier 2010, Queensland : les services météorologiques australiens attribuent les pluies torrentielles qui affectent le nord-est du pays au phénomène climatique « La Niña », réapparu en juillet dans le Pacifique. « En juillet, les conditions de La Niña étaient bien installées et la plupart des régions de l'Australie ont connu des précipitations bien au-dessus de la moyenne ». « De nombreux cours d'eau à travers la région ont atteint des niveaux record. Des pluies torrentielles se sont abattues autour de Noël sur un sol déjà saturé d'eau, entraînant un débordement des cours d'eau, ce qui a inondé des milliers de km2 de terres agricoles et des mines de charbon. Les dommages aux infrastructures et aux biens ainsi que le coût économique des pertes de récoltes et du retard de production dans les mines, devraient représenter plusieurs milliards de dollars australiens »[2].
- Mardi 11 janvier 2010 : les inondations ont fait dix morts dont quatre enfants et 66 disparus, selon un nouveau bilan. Le coût des inondations dépasserait les 13 milliards de dollars australiens (9,9 milliards d'euros).
- Dimanche 16 janvier 2010 : les inondations affectent désormais l'État de Victoria où quelque 3 500 habitantsont quitté leur domicile et plus de 13 000 habitations ont été inondées. L'île de Tasmanie a aussi été touchée. Au total 26 personnes ont trouvé la mort depuis début décembre.
- Mardi 18 janvier 2010 : les inondations dans le Queensland et l'État de Victoria ont fait 35 morts, selon le dernier bilan, et le coût des dégâts pourrait atteindre 20 milliards de dollars australiens (14,9 milliards d'euros).
- Samedi 29 janvier 2010 : la Belge Kim Clijsters, no 3 mondiale, remporte l'Open d'Australie, le quatrième titre du Grand Chelem de sa carrière, en battant la Chinoise Li Na, 11e mondiale, 3-6, 6-3, 6-3.
- Dimanche 30 janvier 2010 : le Serbe Novak Djokovic, no 3 mondial, remporte l'Open d'Australie, qu'il avait déjà gagné en 2008, en battant le britannique Andy Murray, 5e mondial, 6-4, 6-2, 6-3.
- Mercredi 2 février 2011 : le cyclone tropical « Yasi », classé dans la catégorie 5 (maximale), a frappé la côte du nord-est de l'Australie, « entre Innisfail et Cardwell, provoquant des vagues immenses ». Le Bureau de la météorologie avait mis en garde « contre le pire cyclone jamais observé depuis des générations ». Les dégâts occasionnés particulièrement aux plantations de canne à sucre et de bananes sont énormes. Des dizaines de milliers d'habitations ont été endommagées. Des experts ont évoqué 3,7 milliards d'euros de pertes.
- Lundi 7 février 2011 : des incendies continuent à se propager depuis samedi dans la banlieue de Perth qui ont détruit au moins 41 maisons et 19 autres partiellement.
- Mercredi 16 février 2011 : le cyclone tropical « Carlos », classé dans la catégorie 2, a frappé la ville de Darwin, avant de se diriger vers le sud-ouest.
- Lundi 7 mars 2011 : l'Australie a connu entre novembre et janvier son deuxième été le plus humide depuis 111 ans, la moyenne des précipitations est supérieure de 70 % à la moyenne. Cela est dû en grande partie au phénomène La Niña. Une grande partie du pays a connu inondations dévastatrices et quatre cyclones. Ces catastrophes naturelles vont amputé d'un point de pourcentage la croissance économique du pays au premier trimestre 2011[3].
- 13 octobre : la Chambre des Représentants en Australie adopte la taxe carbone du gouvernement de Julia Gillard par 74 voix contre 72. En minorité, le Parti travailliste bénéficie du soutien des Verts (qui ont joué un rôle clef dans la préparation du texte) et de trois députés sans étiquette. Le projet de loi est certain d'être adopté par le Sénat, où les Travaillistes et les Verts ensemble ont une majorité absolue[4].